# Kemado Records
Kemado Records är ett amerikanskt skivbolag. Skivbolaget grundades år 2002 i New York. År 2006 släppte skivbolaget samlingsskivan Invaders som innehåller låtar från skivbolagets olika artister men även låtar från artister som inte är kopplade till skivbolaget.